# 長谷川基
長谷川 基（はせがわ はじめ、1884年（明治17年）10月26日 - 1960年（昭和35年）4月24日）は、大日本帝国陸軍軍人。最終階級は陸軍中将。功三級

## 経歴
1884年（明治17年）に島根県で生まれた。兵卒から陸軍教導団を経て、陸軍士官学校第29期に進み、陸軍大学校第31期を卒業した珍しい経歴の人物である。1935年（昭和10年）に陸軍省整備局統制課高級課員に就任。1936年（昭和11年）3月7日に陸軍歩兵大佐進級と同時に陸軍省整備局動員課長に就任し、8月1日には戦備課長に転じた。1938年（昭和13年）に支那駐屯歩兵第1連隊長に就任し、日中戦争に出動した。
1939年（昭和14年）3月9日に陸軍少将に進級し、留守第1師団司令部附となる。5月19日に陸軍兵器本廠附を経て、同年5月10日に設立していた陸軍燃料廠の初代廠長に7月1日に就任した。陸軍内には燃料の専門家が一人もいなかったことから、田中芳雄、矢木栄、児玉信次郎、磯部甫、中原延平、玉置明善などの燃料関係の学者・技術者からなる顧問会議を設置し、技術指導を受けることとした。さらに長谷川は、優秀な技術将校を前線に送ることなく、本土で温存することに注力している。その技術将校は戦後日本の復興に多大な貢献を残している。1941年（昭和16年）10月15日に陸軍中将に進級。1944年（昭和19年）11月11日に待命、12月1日に予備役に編入された。
1947年（昭和22年）11月28日、公職追放仮指定を受けた。

## 栄典
勲章等
- 1940年（昭和15年）8月15日 - 紀元二千六百年祝典記念章[11]
- 1941年（昭和16年）11月11日  - 勲二等瑞宝章[12]